# Hrabstwo Perry (Arkansas)

Piramida wieku hrabstwa

Hrabstwo Perry – hrabstwo w USA, w stanie Arkansas. Według danych z 2010 roku, hrabstwo zamieszkiwało 10445 osób. Hrabstwo należy do nielicznych hrabstw w Stanach Zjednoczonych należących do tzw. dry county, czyli hrabstw gdzie decyzją lokalnych władz obowiązuje całkowita prohibicja.

## Miejscowości
- Adona
- Bigelow
- Casa
- Fourche
- Houston
- Perryville
- Perry